# Зейналов, Эйнулла Амир оглы
Эйнулла Амир оглы Зейналов (азерб. Eynulla Əmir oğlu Zeynalov; 4 мая 1924, Кашад, Шемахинский уезд — ?) — советский азербайджанский хлебороб, Герой Социалистического Труда (1948).

## Биография
Родился 4 мая 1924 года в селе Кашад Шемахинского уезда Азербайджанской ССР (ныне Ахсуйский район).
Участник Великой Отечественной войны.
С 1945 года счетовод, бригадир колхоза имени Хагани, секретарь Кашадского и Биджоского сельских Советов Ахсуинского района. С 1975 года председатель Кашадского сельского Совета народных депутатов. В 1947 году получил урожай пшеницы 30,02 центнеров с гектара на площади 26,11 гектара.
Указом Президиума Верховного Совета СССР от 10 марта 1948 года за получение в 1947 году высоких урожаев пшеницы Зейналову Эйнулле Амир оглы присвоено звание Героя Социалистического Труда с вручением ордена Ленина и золотой медали «Серп и Молот».
Активно участвовал в общественной жизни Азербайджана. Член КПСС с 1948 года.